# IСтив
«iСтив» — американский пародийный фильм, выпущенный 17 апреля 2013 года компанией «Funny or Die» — первый полнометражный фильм компании. По утверждению продюсеров, является первым биографическим фильмом о Стиве Джобсе, снятым после его смерти. 
В главных ролях сыграли Джастин Лонг в роли Стива Джобса и Хорхе Гарсиа в роли Стива Возняка.